# Danh sách tòa nhà cao nhất Thái Nguyên

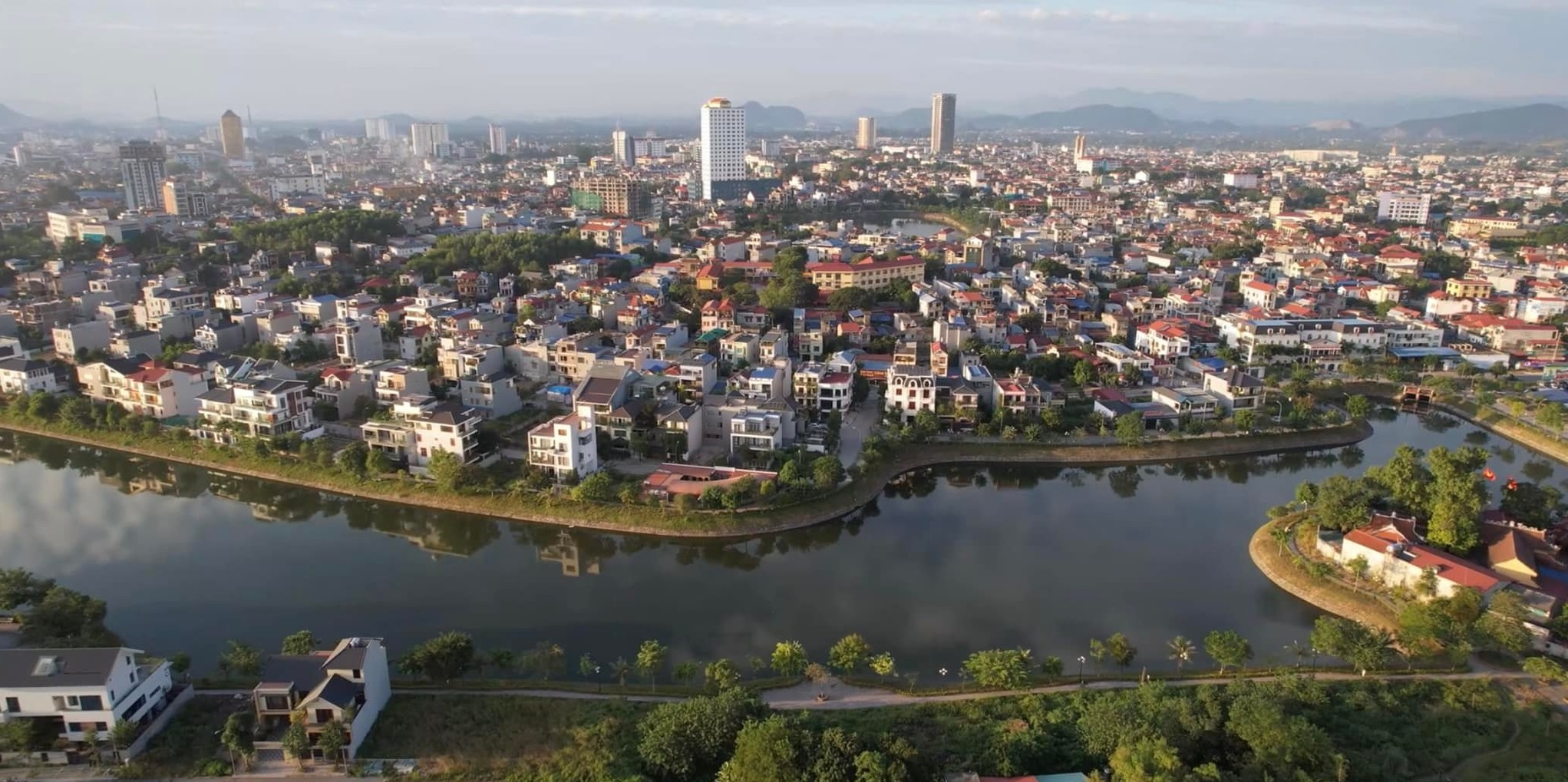
Đường chân trời thành phố Thái Nguyên nhìn từ khu đô thị Hồ Xương Rồng. Hình chụp tháng 10 năm 2021

Đây là Danh sách tòa nhà cao nhất tại Thái Nguyên được xếp hạng dựa trên chiều cao của tòa nhà (độ cao tính từ chân tòa nhà đến phần cấu trúc cao nhất của tòa nhà). Các tòa tháp chẳng hạn như các tháp phát sóng, đài tưởng niệm không được coi là một tòa nhà vì chúng không phải là công trình có thể ở được, các tòa tháp như thế sẽ không xuất hiện trong bảng xếp hạng này.
Tỉnh Thái Nguyên hiện có 20 tòa nhà đã hoàn thành (bao gồm 9 tòa nhà trọc trời cao trên 100 mét và 11 tòa nhà cao tầng). Tòa nhà cao nhất Thái Nguyên là Thái Nguyên Tower cao 133 mét.
Trong những năm gần đây, hàng loạt các tòa nhà cao tầng đã được xây dựng tại Thái Nguyên. Tuy nhiên, hầu hết các tòa nhà này đều nằm trong địa phận thành phố Thái Nguyên. Giai đoạn từ năm 2020-2022 sẽ là 2 năm đột phá về gia tăng số lượng nhà cao tầng tại Thái Nguyên khi khoảng 9 tòa nhà cao từ 100 mét đến 133 mét được hoàn thành, đưa Thái Nguyên lên top những địa phương có nhiều nhà cao tầng nhất miền Bắc sau Hà Nội, Hải Phòng, Bắc Ninh và Quảng Ninh.
| Khu vực     | ≥50m | ≥100m |
| ----------- | ---- | ----- |
| Thái Nguyên | 20   | 9     |

## Tòa nhà đã hoàn thành
Dưới đây là danh sách tất cả các tòa nhà tại tỉnh Thái Nguyên đã hoàn thành có chiều cao trên 50 mét hoặc trên 15 tầng.
|  | Tòa nhà cao nhất Thái Nguyên         |
|  | Tòa nhà đã từng cao nhất Thái Nguyên |
|  | Tòa nhà đã hoàn thành phần thô       |
|  | Tòa nhà đã cất nóc                   |

| Hạng | Tòa nhà                            | Hình ảnh                                           | Thành phố, huyện | Phường, xã      | Chiều cao | Tầng | Hoàn thành    | Ghi chú |
| ---- | ---------------------------------- | -------------------------------------------------- | ---------------- | --------------- | --------- | ---- | ------------- | --- |
| 1    | Thái Nguyên Tower                  |                                                    | Thái Nguyên      | Trưng Vương     | 133       | 35   | 2021          | Tòa nhà cao nhất tỉnh Thái Nguyên. Công trình hoàn thành phần thô từ năm 2021, hiện tại đang thi công lắp kính. |
| 2    | Tecco Elite City A1                |                                                    | Thái Nguyên      | Thịnh Đán       | 105,5     | 32   | 2021          | Là một trong hai đơn nguyên của Block A thuộc tổ hợp Tecco Elite City.                                          |
| 3    | Tecco Elite City A2                | Thái Nguyên                                        | Thịnh Đán        | 105,5           | 32        | 2021 |               | Là một trong hai đơn nguyên của Block A thuộc tổ hợp Tecco Elite City.                                          |
| 4    | Tecco Elite City B                 |                                                    | Thái Nguyên      | Thịnh Đán       | 105,5     | 32   | 2021          | Thuộc tổ hợp Tecco Elite City.                                                                                  |
| 5    | Tecco Elite City C                 | Thái Nguyên                                        | Thịnh Đán        | 105,5           | 32        | 2021 |               | Thuộc tổ hợp Tecco Elite City.                                                                                  |
| 6    | Tecco Elite City D                 | Thái Nguyên                                        | Thịnh Đán        | 105,5           | 32        | 2021 |               | Thuộc tổ hợp Tecco Elite City.                                                                                  |
| 7    | Tecco Elite City E                 | Thái Nguyên                                        | Thịnh Đán        | 105,5           | 32        | 2021 |               | Thuộc tổ hợp Tecco Elite City.                                                                                  |
| 8    | FCC Tower                          |                                                    | Thái Nguyên      | Hoàng Văn Thụ   | 100       | 22   | 2017          | Tòa nhà cao nhất tỉnh từ năm 2017 đến năm 2021                                                                  |
| 9    | Prime Thái Nguyên (tháp chung cư)  |                                                    | Thái Nguyên      | Phan Đình Phùng | 100       | 26   | 2023          | Cất nóc vào tháng 9 năm 2022. Dự kiến hoàn thành vào quý 4 năm 2023.                                            |
| 10   | Tòa nhà Pomihoa                    | Sân vận động tỉnh Thái Nguyên.png                  | Thái Nguyên      | Phan Đình Phùng | 75        | 22   | 2019          | Tòa nhà vẫn chưa đi vào hoạt động                                                                               |
| 11   | Tòa nhà Intar MaM                  | Cầu Bến Tượng, thành phố Thái Nguyên 1.jpg         | Thái Nguyên      | Trưng Vương     | 72        | 21   | 2018 Trì hoãn | |
| 12   | Tecco Tower                        | Trung tâm thành phố Thái Nguyên đầu năm 2018.jpeg  | Thái Nguyên      | Hoàng Văn Thụ   | 70,3      | 21   | 2018          | |
| 13   | A4 Seoul Sky                       | Một góc phường Đồng Bẩm, thành phố Thái Nguyên.png | Thái Nguyên      | Quang Vinh      | 70        | 20   | 2017          | Thuộc khu đô thị TBCO Riverside                                                                                 |
| 14   | A7 Dream Home                      | Một góc phường Đồng Bẩm, thành phố Thái Nguyên.png | Thái Nguyên      | Quang Vinh      | 70        | 20   | 2019          | Thuộc khu đô thị TBCO Riverside                                                                                 |
| 15   | Prime Thái Nguyên (tháp khách sạn) |                                                    | Thái Nguyên      | Phan Đình Phùng | 69        | 18   | 2023          | Cất nóc vào tháng 9 năm 2022. Dự kiến hoàn thành vào quý 4 năm 2023.                                            |
| 16   | Khách sạn Kim Thái                 | Thái Nguyên skyline.jpg                            | Thái Nguyên      | Phan Đình Phùng | 61        | 16   | 2011          | Tòa nhà cao nhất tỉnh từ năm 2011 đến năm 2017                                                                  |
| 17   | TNG Village                        | TNGvillage.png                                     | Thái Nguyên      | Phan Đình Phùng | 58        | 17   | 2020          | |
| 18   | Green Pearl                        |                                                    | Thái Nguyên      | Phan Đình Phùng | 58        | 17   | 2022          | |
| 19   | Bệnh viện Trung ương Thái Nguyên   | TPTN2021.jpg                                       | Thái Nguyên      | Phan Đình Phùng | 51        | 15   | 2016          | |
| 20   | Chung cư TBCO1                     |                                                    | Thái Nguyên      | Hoàng Văn Thụ   | 51        | 15   | 2017          | |

## Các tòa nhà trong tương lai

### Đang xây dựng
Không có tòa nhà đang trong quá trình xây dựng trên địa bàn tỉnh

### Kế hoạch, phê duyệt, đề xuất
Dưới đây là danh sách các tòa nhà, dự án tại Thái Nguyên được đề xuất xây dựng trong thời gian tới.
| Hạng | Tòa nhà                                  | Vị trí      | Chiều cao | Tầng | Năm  | Trạng thái |
| ---- | ---------------------------------------- | ----------- | --------- | ---- | ---- | ---------- |
| 1    | Thai Nguyen Landmark Tower               | Thái Nguyên | 153       | 45   | -    | Tầm nhìn   |
| 2    | Tòa nhà hỗn hợp ở, TMDV cao tầng         | Thái Nguyên | 130       | 38   | 2027 | Kế hoạch   |
| 3    | Crowne Plaza Hotel                       | Thái Nguyên | 131       | 35   | -    | Đề xuất    |
| 4    | Crowne Plaza Residence                   | Thái Nguyên | 108       | 29   | -    | Đề xuất    |
| 5    | TBCO Riverside A1                        | Thái Nguyên | 95        | 25   | -    | Phê duyệt  |
| 6    | TBCO Riverside A2                        | Thái Nguyên | 95        | 25   | -    | Phê duyệt  |
| 7    | Apec Mandala Wyndham                     | Thái Nguyên | 80        | 21   | -    | Đề xuất    |
| 8    | Infinity Garden A                        | Thái Nguyên | 75        | 22   | -    | Đề xuất    |
| 9    | Infinity Garden B                        | Thái Nguyên | 75        | 22   | -    | Đề xuất    |
| 10   | Thái Hưng Complex Tower                  | Thái Nguyên | 74,5      | 18   | -    | Kế hoạch   |
| 11   | TBCO Riverside A3                        | Thái Nguyên | 70        | 20   | -    | Phê duyệt  |
| 12   | TBCO Riverside A5                        | Thái Nguyên | 70        | 20   | -    | Phê duyệt  |
| 13   | TBCO Riverside A6                        | Thái Nguyên | 70        | 20   | -    | Phê duyệt  |
| 14   | Trụ sở làm việc khối các cơ quan Phổ Yên | Phổ Yên     | 51        | 15   | -    | Kế hoạch   |
| 15   | TTTM Phổ Yên Residence                   | Phổ Yên     | 51        | 15   | -    | Phê duyệt  |

## Đang bị trì hoãn
| Hạng | Tòa nhà                     | Vị trí      | Chiều cao | Tầng | Khởi công       | Trì hoãn        | Tiến độ                  |
| ---- | --------------------------- | ----------- | --------- | ---- | --------------- | --------------- | ------------------------ |
| 1    | Đông Á Sky Garden           | Thái Nguyên | 95        | 28   | -               | -               | Hủy bỏ                   |
| 2    | Chung cư CT02 Hồ Xương Rồng | Thái Nguyên | 85        | 25   | Chưa triển khai | Chưa triển khai | Chậm giải phóng mặt bằng |
| 3    | Tòa nhà Intar MaM           | Thái Nguyên | 72        | 21   | 2017            | 2018            | Hoàn thành phần thô      |

## Mốc thời gian tòa nhà cao nhất
| Số năm cao nhất | Tòa nhà                          | Hình ảnh                | Chiều cao (m) | Vị trí                      |
| --------------- | -------------------------------- | ----------------------- | ------------- | --------------------------- |
| 2021 - Hiện tại | Thái Nguyên Tower                |                         | 129           | Thái Nguyên Trưng Vương     |
| 2017 - 2021     | FCC Tower                        |                         | 100           | Thái Nguyên Hoàng Văn Thụ   |
| 2014 - 2017     | Khách sạn Kim Thái               | Thái Nguyên skyline.jpg | 54            | Thái Nguyên Phan Đình Phùng |
| 2007 - 2014     | Tòa nhà Victory                  | Đường Hoàng Văn Thụ.jpg | 41            | Thái Nguyên Hoàng Văn Thụ   |
| 1985 - 2007     | Nhà thờ Giáo xứ Thái Nguyễn (cũ) |                         | 25            | Thái Nguyên Trưng Vương     |